# (100588) 1997 MV3
(100588) 1997 MV3 es un asteroide perteneciente al cinturón de asteroides, descubierto el 28 de junio de 1997 por el equipo del Lincoln Near-Earth Asteroid Research desde el Laboratorio Lincoln, Socorro, Nuevo México, Estados Unidos.

## Designación y nombre
Designado provisionalmente como 1997 MV3.

## Características orbitales
1997 MV3 está situado a una distancia media del Sol de 2,603 ua, pudiendo alejarse hasta 3,230 ua y acercarse hasta 1,975 ua. Su excentricidad es 0,240 y la inclinación orbital 5,543 grados. Emplea 1534,12 días en completar una órbita alrededor del Sol.
El próximo acercamiento a la órbita terrestre se producirá el 4 de abril de 2158.

## Características físicas
La magnitud absoluta de 1997 MV3 es 15,2. Tiene 2 km de diámetro y su albedo se estima en 0,324.